# Okres Bratislava IV
Der Okres Bratislava IV ist ein Bezirk von Bratislava, der Hauptstadt der Slowakei, im äußersten Westen des Landes  mit 94.701 Einwohnern (2001) auf einer Fläche von 97 km² und umfasst folgende ehemals selbständige Dörfer:  
- Karlova Ves (Karlsdorf)
- Dúbravka (Kaltenbrunn)
- Lamač (Blumenau)
- Devín (Theben)
- Devínska Nová Ves (Theben-Neudorf)
- Záhorská Bystrica (Bisternitz)

Der Bezirk grenzt im Westen und Süden, begrenzt durch die March, an den Bezirk Gänserndorf und im Süden, begrenzt durch die  Donau, an den Bezirk Bruck an der Leitha in Österreich, im Osten an die Bezirke Bratislava I und Bratislava III sowie im Norden an den Okres Malacky.

## Bevölkerung
| Jahr                | 1994   | 2004    | 2014    | 2024     |
| ------------------- | ------ | ------- | ------- | -------- |
| Anzahl der Personen | 94.550 | 92.926  | 94.554  | 105.137  |
| Unterschied         |        | −1,71 % | +1,75 % | +11,19 % |

| Jahr                | 2023    | 2024    |
| ------------------- | ------- | ------- |
| Anzahl der Personen | 105.043 | 105.137 |
| Unterschied         |         | +0,08 % |